# Korona Kielce
Korona Kielce (uitspraak: [kɔˈrɔna ˈkʲɛltsɛ], ong. korona kiëltse) is een Poolse voetbalclub uit de stad Kielce. De club speelt in de hoogste voetbalcompetitie in Polen, de Ekstraklasa, na gepromoveerd te zijn na het seizoen 2008/09.
Korona (Kroon) verwijst naar het symbool van de stad Kielce.

## Historie
De club werd opgericht in 1973 na een fusie van twee clubs uit Kielce, Iskra en SHL. In 2000 fuseerde de club met KKP Kielce (het voormalige Błękitni Kielce) en veranderde de clubnaam in Kielecki Klub Piłkarski Korona Kielce.
In 2002 werd Kolporter de nieuwe sponsor van de club. De clubnaam veranderde met hun komst in Kielecki Klub Piłkarski Kolporter Korona. De directeur van Kolporter, Krzystof Klicki, werd de nieuwe eigenaar. Sindsdien is de club gepromoveerd van de derde liga naar de Ekstraklasa. Ook liet hij een nieuw stadion bouwen, dat op 1 april 2006 voor het eerst gebruikt werd.
De club speelde voor het eerst in de Ekstraklasa in het seizoen 2005/2006. In dat seizoen behaalde de club de vijfde positie.
- 1973 - Kieleckie Stowarzyszenie Sportowe Korona (na een fusie van Iskra en SHL)
- 1980 - Międzyzakładowy Klub Sportowy Korona Kielce
- 1993 - Miejski Klub Sportowy – Sekcja Futbolowa Korona Kielce
- 1996 - Korona Nida Gips
- 2000 - Kielecki Klub Piłkarski Korona (na een fusie met KKP Kielce)
- 2002 - Kolporter Korona Kielce (na de komst van de sponsor Kolporter)
- 2003 - Sportowa Spółka Akcyjna Kolporter Korona Kielce
- 2007 - Kolporter Korona Spółka Akcyjna
- 2008 - Korona Spółka Akcyjna

## Spelers

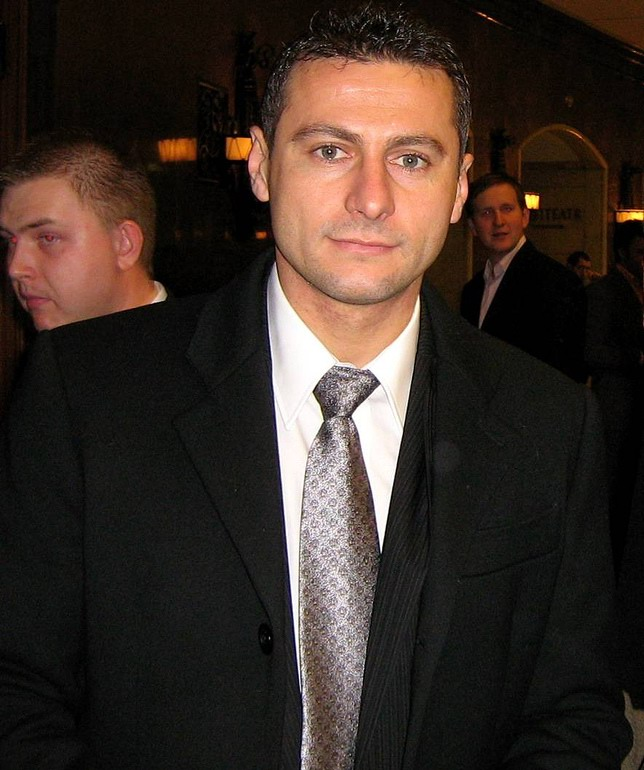
Piotr Świerczewski

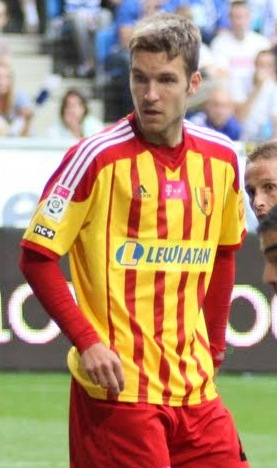
Piotr Malarczyk

- Andradina
- Radosław Cierzniak
- Radek Dejmek
- Paweł Golański
- Hermes
- Hernâni
- Dawid Janczyk
- Artur Jedrzejczyk
- Arkadiusz Kaliszan
- Olivier Kapo
- Ernest Konon
- Wojciech Kowalewski
- Piotr Malarczyk
- Zbigniew Małkowski
- Andrzej Niedzielan
- Marcin Robak
- Andrius Skerla
- Piotr Świerczewski